# Jon Unzaga
Jon Unzaga Bombín (Llodio, 20 augustus 1962) is een voormalig Spaans wielrenner, die beroeps was tussen 1987 en 1996.

## Biografie
Unzaga stopte op 17-jarige leeftijd met amateurwielrennen en ging in een gieterij werken. Het bloed kroop echter waar het niet gaan kon, en hij stak elk vrij uur en vele nachten in wielertraining. Uiteindelijk werd hij als onafhankelijke rijder alsnog ontdekt door KAS.
In 1992 won Unzaga de zware Vuelta-etappe met aankomst op Pla de Beret. Eveneens in 1992 werd hij tweede in het Spaans kampioenschap op de weg, na Miguel Indurain. Pas na het bekijken van de finishfoto bleek de ernstige misrekening van Unzaga, die voor het passeren van de meet zijn armen al omhoog had gestoken.
Na zijn wielercarrière werd hij treinrailsmonteur.

## Belangrijkste overwinningen
1991
- 4e etappe Euskal Bizikleta

1992
- 8e etappe Ronde van Spanje

1993
- Klasika Primavera

## Resultaten in voornaamste wedstrijden
| Jaar | Ronde van Italië | Ronde van Frankrijk | Ronde van Spanje |
| ---- | ---------------- | ------------------- | ---------------- |
| 1988 |                  | 53e                 | 47e              |
| 1989 | 20e              |                     | 23e              |
| 1990 | opgave           |                     | 20e              |
| 1991 |                  |                     | 16e              |
| 1992 |                  | 22e                 | 23e (1)          |
| 1993 |                  | 18e                 | 18e              |
| 1994 |                  | opgave              | 11e              |
| 1995 | 37e              |                     | opgave           |
| 1996 |                  |                     | opgave           |

| Jaar | Milaan-San Remo | Luik-Bast.‑Luik |  | WK op de weg |
| ---- | --------------- | --------------- |  | ------------ |
| 1988 |                 |                 |  |              |
| 1989 |                 |                 |  |              |
| 1990 |                 |                 |  |              |
| 1991 |                 |                 |  |              |
| 1992 | 171e            |                 |  | 33e          |
| 1993 | 140e            | 18e             |  | 42e          |
| 1994 |                 |                 |  |              |
| 1995 |                 |                 |  |              |
| 1996 |                 |                 |  |              |

Wielerploegen van Jon Unzaga
Camarillo ·
Domínguez ·
Duch ·
Echave ·
Escartín ·
Espinosa ·
Gastón · 
González ·
M. Gonzalo ·
V. Gonzalo ·
Leanizbarrutia ·
Mauleón ·
Prado ·
Rodríguez ·
Rominger ·
Sierra ·
Unzaga ·
Uría · 
Usabiaga
Coello ·
Echave ·
Escartín ·
Espinosa ·
Fernández Ginés ·
García ·
Gastón · 
González ·
Mauleón ·
Müller · 
Olano ·
Peña ·
Rodríguez ·
Rominger ·
Sierra ·
Unzaga ·
Uría · 
Usabiaga · 
Villanueva
Ballerini · Bortolami · Chiurato · Coello · Colonna · Della Santa · Emonds · Escartín · Echave · Fernández Ginés · García · Gastón · Gianetti · Giovannetti · González · Mauleón · Müller ·  Nardello · Nicoletti · Noè · Olano · Paletti · Peña · Rodríguez · Rominger · Tafi · Tebaldi · Teterioek · Unzaga · Beltrán (stagiair) 
Baffi · Ballerini · Bellini · Beltrán · Bomans · Bortolami · Calzolari · Chiurato · Colonna · Della Santa · Escartín · Echave · Fernández Ginés · González · Leysen · Mauleón · Museeuw · Nardello · Nicoletti · Noè · Olano  · Peeters · Peña · Rominger · Tafi · Unzaga · Vandenbroucke · Willems · Alberati (stagiair) · Bianchini (stagiair) · Di Grande (stagiair)
Alberati · Baffi · Ballerini · Bellini · Beltrán · Bomans · Borgheresi · Bortolami · Calzolari · Colonna · Della Santa · Di Grande · Echave · Fernández Ginés · González · Lanfranchi · Leysen · Mauleón · Museeuw  · Nardello · Nicoletti · Noè · Olano  · Peeters · Peña · Rominger · Steels · Tafi · Unzaga · Vandenbroucke · Willems · Capelle (stagiair) · Cioni (stagiair) · Induni (stagiair)